# Monika Kąkol
Monika Kąkol (ur. 2 lutego 1924 w Nowej Hucie, zm. 9 października 1988) – polska nauczycielka, poseł na Sejm PRL VI kadencji.

## Życiorys
Ukończyła Liceum Pedagogiczne w Kościerzynie. Od 1948 pracowała jako nauczycielka, w 1952 rozpoczęła pracę w Szkole Podstawowej w Kamienicy Królewskiej. Była działaczką Koła Gospodyń Wiejskich i Klubu Młodego Rolnika. W 1972 uzyskała mandat posła na Sejm PRL w okręgu Gdynia. Zasiadała w Komisji Kultury i Sztuki oraz w Komisji Rolnictwa i Przemysłu Spożywczego.
Jej mężem był Józef Kąkol (1923–2011). Pochowana na cmentarzu parafialnym w Sierakowicach.

## Odznaczenia
- Srebrny Krzyż Zasługi